# ОШ „Горња Слатина” Горња Слатина
ОШ „Горња Слатина” је једна од основних школа на подручју општине Шамац. Налази се у селу Горња Слатина, на адреси Горња Слатина бб.

## Историјат
Према наводима Ј. Недића, српска основна школа у Горњој Слатини отворена је у првој половини XIX вијека, али је убрзо угашена. Прва званична српска основна школа у том селу основана је 1908, а три године касније црквена општина саградипа је нову школску зграду. Аустроугарске власти су је затвориле 1914, а двије године касније отвориле државну основну школу. Први учитељ био је Ђорђо Стоисављевић из Карловца. При школи су 1924. отворене читаоница и књижница. Тридесетих година и током Другог свјетског рата дјеца из села Божануша, Гајеви, Грбача, Пањик и Средња Слатина похађала су наставу у двије школске зграде у Горњој Слатини. Школа је 1961. постала матична, а припојене су јој четворогодишње подручне у селима; Доња Слатина (отворена 1920, угашена 1979), Корница (1949, угашена 1979) и Гајеви (1954, угашена 1979, поново почела да ради 1993), а касније и школа у Средњој Слатини (отворена 1954). Од 1966. школаје радила у новосаграђеном објекту, као осмогодишња. Године 1991. школу у Горњој Слатини похађала су 363 ученика. Прије Одбрамбено-отаџбинског рата 1992-1995. звала се ОШ "Перо Босић". Због ратних дејстава није радила од априла 1992. до фебруара 1993. Била је дјелимично разорена, а њена унутрашњост уништена. Школске 2015/2016. године радила је као деветогодишња и имала је 152 ученика, 23 наставника и вјероучитеља православне вјеронауке. У њеном саставу радиле су петогодишње подручне школе у селима Гајеви и Средња Слатина. Школа има спортску салу и спортске терене.